# Історія Нідерландів
У період Римської імперії південна частина нинішніх Нідерландів була окупована римлянами і стала частиною провінції Белгіка (лат. Gallia Belgica), а пізніше — провінцією Нижня Німеччина (лат. Germania Inferior). У цей час країна була населена різними німецькими племенами, а на її півдні жили кельти, які змішалися з переселенцями з інших німецьких племен під час переселення народів, що відбулося з падінням Римської імперії.
Територія Нідерландів знаходиться на невеликій висоті над рівнем моря і впродовж Середньовіччя морські шторми та повені з регулярною частотою спричинювали величезні матеріальні збитки та навіть змінювали місцевий ландшафт. Так, наприклад, в сер.XII — кін.XIII ст. процеси ерозії прибережної смуги та катастрофічні повінь Всіх святих 1170 року та повінь Святої Люсії 1287 року зруйнували сухопутний бар'єр між Північним морем та внутрішніми озерами, внаслідок чого прісноводне озеро Флево на 700 років перетворилося на солоний морський лиман Зейдерзее. І лише в XX столітті з винайденням нових інженерних технологій країна відвоювала у моря велику кількість нових територій в ході однойменного проєкту Зейдерзе, перетворивши морську затоку на прісноводне озеро Ейсселмер.
У 1477 в результаті шлюбу Марії Бургундської територія Нідерландів увійшла до складу Священної Римської імперії. У 1556 в результаті династичного розділу Священної Римської імперії територія Нідерландів опинилася під владою Іспанії. Спроба введення іспанських порядків натрапила на опір місцевого населення. Розгорнулася антиіспанська боротьба під прапором кальвінізму. 26 липня 1581 року була проголошена незалежність країни, яка була офіційно визнана іншими країнами після Вісімдесятирічної війни (1568—1648).
У роки війни також почалася золота доба республіканських Нідерландів, період економічного і культурного процвітання, що зайняла все XVII століття.
У 1815 за рішенням Віденського конгресу території Сполучених Провінцій і Бельгії були об'єднані в королівство Нідерланди під владою дому Оранських. Однак під тиском ліберальних політиків країна в 1848 була перетворена в парламентську демократію з конституційним монархом. Такий політичний стрій зберігся і до нинішнього дня, з короткою перервою під час фашистської окупації.
Зараз Нідерланди є високоіндустріалізованою країною і значним експортером сільськогосподарської продукції. Міжнародна торгівля завжди займала центральне місце в нідерландській економіці (також впливаючи на культуру), і була однією з основних причин боротьби за незалежність, а потім і зростання багатства країни.

## Хронологія

### Давні часи
1000 рр. до н. е. — на території країни жили племена кельтів.
300 рр. до н. е. — кельтів витиснули германські племена фризів і батавів.
І ст. до н. е. — частина території країни завойована римлянами.
ІІІ ст. — поселення на південному-сході Нідерландів франків і саксів.

### Середньовіччя
V ст. — у складі Франкської держави.
870 р. — територія Голландії увійшла до складу Східного Франкського королівства.
XI ст. — країна розпалася на ряд феодальних володінь. Утворення графства Голландія.
1433 р. — під владою бургундських герцогів.
1482 р. — у підпорядкуванні в австрійських Габсбургів.
1548 р. — склався комплекс земель з 17 провінцій під загальною назвою Нідерланди.
1556 р. — початок іспанського панування.
1566—1578 р. — Нідерландська революція й визвольна війна проти іспанців.
1579 р. — Утрехтська унія — утворення першої у світі республіки Нового часу.
1609 р. — Іспанія підписала з Нідерландами перемир'я, що фактично означало визнання незалежності північної провінції (Республіка Сполучених Провінцій, а південні провінції залишилися у володінні іспанського короля.
1648 р. —Іспанія офіційно визнала Республіку Сполучених Провінцій незалежною.

### Новий час
XVII ст. — захоплення нідерландців[ким?]

### XX століття
1914 — 1918 р. — нейтралітет Нідерландів в І світовій війні.
1940 — 1945 р. — німецька окупація країни в ході ІІ світової війни.
1945 — 1947 р. — колоніальна війна в Індонезії і втрата цієї колонії.
1949 р. — вступ країни до НАТО.
1951 р. — утворення союзу Бенілюкс (Бельгія, Нідерланди, Люксембург).
1957 р. — Нідерланди — один із засновників Загального ринку (ЄЕС).
1980 — королева Юліана відреклася від престолу на користь своєї дочки Беатрикс. У 1980-х виник рух проти розміщення ракет середньої далекості на території країни.

## Римський період
У 50-х роках 1-го ст. до н. е. південь сучасних Нідерландів на південь від р.Рейн завоювала Римська держава.

## Середньовіччя
В результаті розпаду Римської імперії в V ст. південні та східні райони сучасних Нідерландів увійшли до складу держави салічних франків, які стали засновниками Франкської держави. Північні та західні райони Нідерландів увійшли в державу фризів Фризія. Наприкінці VII — початку VIII ст. франки завоювали державу фризів. Серед них почали запровадження християнства. Для цього папа римський створив Утрехтське єпископство. У IX ст. територія Нідерландів зазнавала постійних нападів данських вікінгів. 850 року імператор франків Лотар навіть був змушений віддати їм частину території в обмін на визнання ними себе васалами франків. Вождь вікінгів Рорик заснував своє графство в гирлі Рейну. У 869 р. після смерті короля Лотара II територію сучасних Нідерландів приєднало до себе Східне Франкське королівство (Німеччина). 885 року після вбивства останнього норманського володаря Нідерланди звільнились з-під влади вікінгів. На звільнених від норманів землях утворилось графство Західна Фрисландія, яке в XI ст. перейшло на нову назву — Голландське графство. 1024 року Утрехтський єпископ отримав від імператора Священної Римської імперії права світського володаря в землях Утрехт, Оверейсел та Дренте, створивши фактично власну державу. Наприкінці XI ст. у південно-східній частині Нідерландів утворилось графство Гельдерн, яке 1339 р. підвищило свій статус до герцогства. Повінь всіх святих 1170 р. та повінь Святої Люсії 1287 р. затопили північні території Нідерландів водами Північного моря, утворивши затоку Зейдерзе.

## Бургундські Нідерланди (1384—1482)
Велика частина нинішніх Нідерландів і Бельгії була об'єднана герцогом Бургундії в 1433 році. До союзу з Бургундією жителі цих земель визначали себе по місту проживання або своєму графству, або ж ідентифікували себе як підданих Священної Римської імперії. Бургундський період поклав початок формуванню нідерландської нації.
Підкорення Голландського графства бургундським герцогом Філіпом Добрим було дивною подією. Місцева аристократія Голландії запросила герцога підкорити Голландію, хоч у нього і не було історичних прав на цю країну. На думку деяких істориків, це сталося через бажання правлячого класу Голландії об'єднати країну з Фламандською економічною системою і прийняти фламандську систему права. У XIV—XV століттях багато європейських країн були знекровлені війнами, в той час як Фландрія жила в мирі і відносному достатку.
Після декількох років конфлікту бургундські герцоги замінили графиню Голландії як правителі країни. Голландська торгівля стала швидко розвиватися, особливо в області перевезення вантажів і транспорту. Нові правителі захищали голландські торговельні інтереси. Флот Голландії кілька разів перемагав флоти Ганзейського союзу. Амстердам виріс і в XV столітті його порт став основним місцем ввезення в Європу зерна з Балтійського регіону. Амстердам розподіляв зерно в основні міста Фландрії, Північної Франції та Англії. Ця торгівля була важливою для населення Голландії, тому що Голландія вже не могла прогодувати себе власним зерном. Через осушення земель, торф колишніх боліт опустився до такого рівня, що його вже не можна було утримувати сухим.
Гелдернське герцогство чинило опір впливу Бургундії. Страждаючи від нестачі коштів в XVI столітті, Гелре не платила своїм солдатам, а змушувала їх грабувати територію сусідніх країн. Ці солдати становили велику небезпеку для бургундських Нідерландів. Серйозною подією було розграбування ними Гааги. Гелре перебувала в союзі з Англією, Францією і Данією, які прагнули покласти край багатства Фландрії і Антверпена і влади Бургундії в Нижніх країнах.
Після загибелі в 1482 році Марії Бургундської, дочки останнього герцога Бургундії Карла Сміливого, велика частина її володінь перейшла до її сина Філіпа I Красивого Габсбурга, одруженого з Хуаною, спадкоємицею іспанських монархів Фердинанда Арагонського та Ізабелли Кастільської. Після смерті Філіпа I його син Карл V не тільки отримав у спадок Нижні Землі, а й домігся від кортесів Арагона і Кастилії визнання себе королем Іспанії.

## Нідерланди під владою Габсбургів (1482—1581)
Докладніше: Габсбургзькі Нідерланди
Сукупні володіння Карла V були настільки величезні, що усвідомлюючи скрутність управління ними, він в 1522 році відписав спадкові (австрійські) землі Габсбургів своєму молодшому братові Фердинанду I, залишивши за собою все інше. Ці володіння, разом з іспанською короною, в 1558 році в порядку спадкування перейшли від Карла V до його сина Філіпа II. Таким чином, Нідерланди стали частиною володінь старшої — іспанської — гілки Габсбургського дому.
Схід Нідерландів був приєднаний до володінь Габсбургського дому всього за кілька десятиліть до початку боротьби за незалежність. Однак, в 1548 році, за вісім років до свого зречення від трону, імператор дарував сімнадцяти провінціям Нідерландів статус, незалежний і від імперії, і від Франції. Це ще не була незалежність, лише значна автономія.  Кожна провінція мала свій власний уряд і суд, контрольовані місцевою знаттю, а також свої власні традиції і права. Точно так же численні міста мали свої законні права та місцеві органи влади, що, як правило, знаходились під контролем торговців.
Тим часом, після відкриття Америки торговельні шляхи перемістилися з Середземного моря в Атлантичний океан. При цьому, в силу свого вигідного, з точки зору торгівлі, географічного положення Нідерланди, а не власне Іспанія були морськими воротами Габсбургів, і саме нідерландські купці накопичували в своїх руках основні доходи від трансатлантичної торгівлі. Нідерланди стали стрімко багатіти. Вулицями Антверпена щодня проїжджали тисячі фургонів. У гавані приходили сотні кораблів. У цьому місті мали свої представництва португальські, іспанські, італійські і навіть турецькі торгові компанії.

## Боротьба за незалежність
Основна стаття: Нідерландська революція
Голландська боротьба за незалежність від Іспанії призвела до Вісімдесятирічної війни (1568—1648 роки). Для наведення порядку Філіп призначив намісником Нідерландів герцога Альбу, який почав суто жорсткі репресії, заснувавши так звану «Криваву раду». Однак репресії Альби лише викликали ще більшу жорстокість населення, і вже через кілька років Альба був змушений покинути Нідерланди, не досягнувши успіху.
Сім бунтівних провінцій утворили в Утрехті в 1579 році Республіку Семи об'єднаних провінцій Нідерландів, також відому як «Об'єднані Провінції». Вільгельм I Оранський, аристократ, нащадками якого були всі наступні нідерландські монархи, очолив перший період війни. Кілька перших років були успішними для іспанських військ. Однак потім перевага поступово перейшла до нідерландських військ, які успішно витримували облогу іспанців. Одним з переломних моментів у війні було захоплення Антверпена бунтівними іспанськими солдатами, які вбили 10 тисяч мирних жителів. Це призвело до втечі на північ багатьох жителів фламандських міст (наприклад, з Антверпена, Брюгге і Гента) і посилення опору проти іспанської окупації. Після цього військові дії періодично поновлювалися протягом ще 60 років, але результат війни був уже вирішений. Вестфальський мир, укладений 30 січня 1648 року підтвердив незалежність Об'єднаних Провінцій від Іспанії і Німеччини. Нідерландці не вважали себе німцями вже з XV століття. Вестфальський мир юридично оформив їх незалежність від Німеччини і послужив подальшому формуванню національної ідентичності. Проте, спроби затвердити німецьку мову як державну мову Нідерландів робилися аж до середини XIX століття. Проблемі становлення нідерландської етнічної ідентичності та відділення їх від німців присвятив ряд своїх ранніх робіт Карл Маркс.

### Республіка Сполучених провінцій (1581—1795)
Основна стаття: Республіка Об'єднаних провінцій
Республіка була конфедерацією семи провінцій (Голландія, Зеландія, Утрехт, Гронінген, Гелдерн, Оверейсел, Фрисландія), і Генеральних земель, керованих безпосередньо — Генеральними Штатами. Першим Штатгальтером був призначений Вільгельм I Оранський. На цій території була оголошена релігійна свобода, власний уряд, торгова і дипломатична діяльність, система оподаткування і збройні сили.

### Іспанські Нідерланди (1581—1795)
Основна стаття: Іспанські Нідерланди
Іспанські Нідерланди — південні провінції Нідерландів (Графство Ено, Графство Артуа, Лілль, Дуе і Орші (Фландрія), Камбрейська архиєпархія, Намюрське графство, Люксембурзьке графство, Лімбурзьке герцогство), які, внаслідок Араської унії, залишилися підданими іспанського короля Філіпа II. Карл V і сам по материнській лінії був іспанцем, і одружений був з представницею одного з іспанських королівських будинків. Його син Філіп II і народився, і виріс в Іспанії. Більш того, Карл V цілеспрямовано виховував свого сина саме як майбутнього іспанського короля. Внаслідок цього Філіп II не мав особливої прихильності до Нідерландів (він прожив там всього 4 роки) і свої нідерландські володіння розглядав лише як ресурсну базу Іспанії, джерело податкових надходжень в її скарбницю — фактично Нідерланди були в положенні іспанської колонії. Голландська аристократія ставилася до Філіпа з недовірою.
Будучи переконаним католиком, Філіп нетерпимо ставився до Реформації в Нижніх країнах, де з'являлося дедалі більше кальвіністів. Його переслідування протестантів, податковий гніт, спроби централізувати адміністрацію, суди привели до повстання жителів Нідерландів.

## Золота доба Нідерландів
Докладніше: Золота доба Нідерландів
У період Вісімдесятирічної війни Нідерланди замінили Фландрію як основний торговий центр Північної Європи. Нідерландці торгували спеціями в Індії та Індонезії і заснували колонії в Бразилії, Північній Америці, Південній Африці та Карибському регіоні. Нова нація переживала економічний і культурний розквіт. Спекуляція тюльпанами призвела до обвалу на біржі в 1637 році, але економічна криза була незабаром подолана. Завдяки всім цим досягненням XVII століття називають золотим століттям Нідерландів. Оскільки Нідерланди були республікою, нею керував не король, а аристократія міських торговців, які називаються регентами. Кожне місто і провінція володіли власними законами і значним ступенем автономії. Губернаторів окремих провінцій називали штатгальтерами. Зазвичай одна людина обіймала посаду штатгальтера відразу кількох провінцій.
У 1650 році штатгальтер Вільгельм II, принц Оранський, раптово помер; його син, майбутній штатгальтер Вільгельм III, що став також королем Англії, народився через вісім днів. В результаті країна на 22 роки залишилася без правителя. Основним політиком і дипломатом в цей час був видатний діяч Ян де Вітте. В цей період йшла активна боротьба між «регентами» і «оранжистами», тобто прихильниками Дому Оранських. Принци Оранські знову стали спадковими правителями в 1672, а потім в 1748 році. Таким чином, Нідерланди були справжньою республікою тільки в періоди 1650—1672 і 1702—1748 років. Ці періоди називаються Першою та Другою Епохами без штатгальтера.
У 1651 році Англія ввела в дію Акт про Навігацію, який серйозно пошкодив голландській торгівлі, перешкоджаючи перевезення вантажів по Європі голландськими кораблями. Цей акт призвів до Першої Англо-Голландської Війни (1652—1654). Війна була закінчена мирною угодою в Вестмінстері (1654), що залишила в силі «Акт про Навігацію».
Багатство Нідерландів збільшувалося за допомогою работоргівлі. В 1619 голландці почали перевезення рабів між Африкою та Америкою, ставши до 1650 року головною работоргуючою країною в Європі (близько 1700 це звання перейшло до Британії). Порт Амстердама став європейською столицею работоргівлі. Порт використовували до 10 тисяч кораблів, які перевозили рабів і для багатьох сусідніх європейських країн.
1672 рік відомий в Нідерландах як «Рік лих» («Rampjaar»). Англія оголосила країні війну, до якої приєдналися Франція, Мюнстер і Кельн. Сталося вторгнення військ Франції, Мюнстера і Кельна. «Козлами відпущення» в даній ситуації були зроблені досвідчені дипломати Ян де Вітт і його брат Корнель, які намагалися запобігти війні. Вони були страчені, а штатгальтером призначений принц Оранський Вільгельм III. Англо-французька спроба висадитися з моря на голландське узбережжя була відбита в трьох запеклих морських битвах, якими керував видатний адмірал Михайло де Рюйтер. Просування французьких військ з півдня вдалося зупинити тільки руйнуванням річкових дамб, що викликало затоплення власних земель. За допомогою дружніх німецьких принців нідерландці відбили атаку Мюнстера і Кельна, і з цими двома державами було укладено мир, в результаті якого назавжди були втрачені деякі землі на сході. За цим уклали мирні угоди з Англією в 1674 році і з Францією в 1678 році.
У 1688 році, після того, як три англо-голландські війни не виявили переможця, у відносинах з Англією знову виникла криза. Штатгальтер Вільгельм III зробив превентивне вторгнення в Англію, яке несподівано призвело до повного успіху. В Англії сталася «Славна Революція», в результаті якої король Яків II був скинутий. На престол зійшла його дочка Марія II, дружина Вільгельма III, який став її співправителем. Після смерті дружини він став одноосібним монархом і правив до своєї смерті в 1702 році. Цей період був вершиною міжнародної і морської могутності Нідерландів.
Голландські юристи славилися знаннями в галузі міжнародного морського права та комерційного права. Гуго Гроцій (1583—1645) грав провідну роль у створенні міжнародного права. Через голландський клімат толерантності, книговидавці процвітали. Багато релігійних, філософських та наукових книг, які могли б вважатися спірними за кордоном, були надруковані в Нідерландах і таємно експортувалися в інші країни.
Християн Гюйгенс (1629—1695) був відомим астрономом, фізиком і математиком. Він винайшов маятниковий годинник, що можна вважати важливим кроком вперед в напрямку точного хронометражу. Він зробив внесок в області оптики. Найвідоміший голландський вчений в області оптики, звичайно, Левенгук, який винайшов або значно поліпшив мікроскоп (думки розходяться) і був першим вченим, що методично вивчав мікроскопічне життя, тим самим закладаючи основи мікробіології.
Художнє мистецтво було домінуючою формою мистецтва в 17 столітті в Голландії. Золота доба голландського живопису була лідером в розробці предметів натюрморту, пейзажу і жанрового живопису. Також був поширений портретний живопис. Сьогодні найвідомішими художниками голландської Золотої доби є: найбільш домінуюча персона цього періоду — Рембрандт, майстер побутового живопису Ян Вермер, інноваційний пейзажист Якоб ван Рейсдал і Франс Галс, який вдихнув нове життя в портретний живопис.
Завдяки бурхливому зростанню економіки, міста значно розширилися. Були побудовані нові міські зали і склади. Навколо багатьох міст були вириті канали для оборонних і транспортних цілей. У сільській місцевості було побудовано багато нових замків і величних будинків. Більшість з них не збереглися. Найвідомішими голландськими архітекторами 17-го століття були Якоб ван Кампен, Пітер Пост, Лівен де Кей, Гендрік де Кейзер. В цілому, голландська архітектура, що, як правило, є поєднанням традиційних архітектурних стилів з деякими іноземними елементами, не розвинулася до рівня живопису.
Золота доба була також важливим часом для розвитку літератури. Деякими з основних фігур цього період були Гербранд Андріас Бредеро, Якоб Катс, Пітер Хофт і Вондел. Позаяк латина була універсальною мовою освіти, відносно небагато людей могли говорити, писати і читати голландською.
Музика не розвивалася в Нідерландах, бо кальвіністи вважали її занадто екстравагантною. Органна музика була заборонена на реформатських богослужіннях.
У XVII і XVIII століттях в міста Голландії приїжджало багато іммігрантів, особливо з протестантських областей Німеччини. В Амстердамі в XVII і XVIII століттях близько 50 % населення були іммігрантами першого покоління, що народилися поза Нідерландами. З урахуванням іммігрантів другого і третього поколінь, а також мігрантів з сільської місцевості, можна сказати, що в той період населення Амстердама переважно складалося з іммігрантів. Амстердам був відносно багатий в порівнянні з рештою Європи, і в ньому було легко знайти роботу. До мігрантів ставилися терпимо, тому що вони були потрібні для розвитку економіки, і поліція їх не турбувала. Нідерланди також взяли багато біженців, включаючи фламандських протестантів, португальських і німецьких євреїв, а також французьких протестантів (гугенотів). Декарт не був біженцем, але все ж провів основний період життя в Нідерландах, тому що його приваблювала терпимість в інтелектуальних питаннях.
В економіці все XVIII століття спостерігалася стагнація. Позиція Нідерландів як торгового центру північної Європи була ослаблена. Амстердам був найбільшим фінансовим центром Європи, але поступово ця роль перейшла до Лондону.
Після набуття незалежності в 1648 році, Нідерланди намагалися зменшити вплив Франції, яка замінила Іспанію в ролі наймогутнішої країни Європи. Кінець Війни за іспанську спадщину (1713) призвів до втрати Нідерландами статусу наддержави. У XVIII столітті вона лише намагалася зберегти свою незалежність, спираючись на політику нейтралітету. Французькі вторгнення в 1672, 1701 і 1748 році призводили до заміни уряду.

## Період політичної нестабільності

### Батавська революція
Докладніше: Батавська революція
Наприкінці XVIII століття в Нідерландах посилювалася політична нестабільність. Мав місце конфлікт між оранжистами, які прагнули до збільшення влади штатгальтера Віллема V Оранського, і «патріотами», які під впливом американської і французької революцій хотіли більш демократичну форму правління. Після того, як Нідерланди стали другою країною, яка визнала незалежність США, Британія оголосила війну. Ця четверта англо-голландська війна принесла важкі збитки Нідерландам, особливо економіці, і мирна угода було принизливою для країни. 1785 року «патріоти» організували збройне повстання з метою захисту муніципальної демократії в декількох містах. Ця революція проходила під гаслом «свободи» і носила досить хаотичний характер. Дім Оранских за підтримки Британії закликав родинних прусських принців допомогти в придушенні революції. За допомогою Пруссії оранжисти розгромили повстання і встановили суворі репресії: були страти, мери багатьох міст були замінені, і в країні розташувалися прусські війська, що виживали за рахунок грабунків. Ніхто не смів з'являтися на публіці без помаранчевих кокард, і до 40 тисяч патріотів були змушені втекти в Брабант або до Франції.

### Батавська республіка (1795—1806)
Основна стаття: Батавська республіка
Корумпований і репресивний режим Оранских не користувався популярністю в країні. Тому не дивно, що коли французька армія окупувала Нідерланди в 1795 році, вона майже не зустріла опору. Віллем V Оранський втік до Англії. «Патріоти» проголосили «Батавську Республіку», але вона виявилася недовговічною.

### Королівство Голландія (1806—1810)
Основна стаття: Голландське королівство
У 1806 році Наполеон перетворив Нідерланди (з додаванням невеликої частини нинішньої Німеччини) в «Королівство Голландію», королем якого став його брат Людовик Бонапарт. Це королівство теж існувало недовго.

### Нідерланди в складі Першої Французької імперії (1810—1815)
Основна стаття: Перша Французька імперія
Наполеон вирішив, що Людовик ставить нідерландські інтереси вище французьких і включив Нідерланди до складу Французької імперії в 1810 році. Французька окупація закінчилася в 1813 році з розгромом Наполеона. У перемозі над Наполеоном відіграв велику роль Віллем VI Оранський.
30 листопада 1813 року Віллем VI Оранський висадився на берег в Схевенінгені і був зустрінутий як національний герой. Його негайно проголосили Суверенним Принцом Об'єднаних Нідерландів.
В період наполеонівської окупації Дім Оранских підписав угоду з Англією, в якій їй передавався «тимчасовий контроль» над усіма голландськими колоніями. По суті, це означало кінець нідерландської колоніальної імперії. Гаяна і Цейлон ніколи не повернулися під владу Нідерландів, як і Капська колонія на півдні нинішньої ПАР. Інші колонії, включаючи нинішню Індонезію, повернулися до Нідерландів після англо-голландської угоди 1814 року.

### Об'єднане Королівство Нідерландів (1815—1839)
Основна стаття: Об'єднане Королівство Нідерландів
Після наполеонівської епохи Нідерланди повернули собі статус незалежної країни.
У 1815 було утворено Об'єднане Королівство Нідерландів, до якого також увійшли «Австрійські Нідерланди» (тобто нинішня Бельгія). Принц Оранський Віллем VI став королем цього об'єднаного королівства Виллемом I, таким чином, остаточно встановивши монархічний лад в Нідерландах.
Віденський конгрес затвердив утворення єдиної держави з Нідерландів, Бельгії та Люксембургу з двома столицями Амстердам і Брюссель. Франкомовні жителі півдня Бельгії відчували, що в новій державі вони обмежені в правах. Між північчю і півднем були і інші відмінності: на півдні розвивалася індустрія, в той час як північ переважно займалися торгівлею; південь був католицьким, а північ протестантською. Ці відмінності призвели до зростання сепаратизму на півдні і до повстання 1830 року. Бельгія оголосила незалежність від Нідерландів, і після короткої війни Віллем I змушений був примиритися з нею, з огляду на також можливе військове втручання Франції на стороні Бельгії. Нідерланди формально визнали незалежність Бельгії лише в 1839 році.

## Новітній час
У 1848 р. Нідерланди перейшли до парламентської форми правління в конституційній монархії. В результаті компромісу з Британією у 1871 Нідерландам вдалося зберегти свої колоніяльні володіння — Індонезію, Суринам та Антіли, віддавши володіння в Гані. Під час 1-ї світової війни країна оголосила нейтралітет.

### Друга світова війна
Докладніше: Нідерланди в Другій світовій війні
Під час 2-ї світової Нідерланди зазнали нападу нацистської Німеччини та були нею окуповані (1940—1945). Уряд та королівський двір втекли до В.Британії, продовживши боротьбу в складі антигітлерівської коаліції. У 1944—1945 рр. країна була звільнена військами В.Британії і Канади.

### Післявоєнна історія
1957 країна була однією з держав-засновниць ЄС.
1949 Нідерланди погодились з незалежністю Індонезії, 1975 — з незалежністю Суринаму.